# Élections locales nord-irlandaises de 2011
Les élections locales nord-irlandaises de 2011 se déroulent le 5 mai 2011.

## Résultats
| Partis | Partis                                   | Voix    | Voix  | Voix          | Total des sièges | Total des sièges |
| Partis | Partis                                   | Votes   | %     | +/−           | Sièges           | +/−              |
| ------ | ---------------------------------------- | ------- | ----- | ------------- | ---------------- | ---------------- |
|        | Parti unioniste démocrate                | 179 436 | 27,2  | 2,4           | 175 / 583        | 3                |
|        | Sinn Féin                                | 163 712 | 24,8  | 1,5           | 138 / 583        | 9                |
|        | Parti unioniste d'Ulster                 | 100 643 | 15,2  | 2,7           | 99 / 583         | 16               |
|        | Parti social-démocrate et travailliste   | 99 325  | 15,0  | 2,4           | 87 / 583         | 14               |
|        | Parti de l'Alliance d'Irlande du Nord    | 48 859  | 7,4   | 2,5           | 44 / 583         | 14               |
|        | Voix unioniste traditionnelle            | 13 079  | 2,0   | Nv.           | 6 / 583          | Nv.              |
|        | Parti vert                               | 6 317   | 1,0   | 0,1           | 3 / 583          | en stagnation    |
|        | Parti unioniste progressiste             | 3 858   | 0,6   | 0,1           | 2 / 583          | en stagnation    |
|        | Parti pour l'indépendance du Royaume-Uni | 2 550   | 0,4   | Nv.           | 1 / 583          | Nv.              |
|        | Autres                                   |         |       |               | 27 / 583         |                  |
| Total  | Total                                    |         | 100,0 | en stagnation | 583 / 583        | 1                |